# OC&C Strategy Consultants
OC&C Strategy Consultants is een internationaal adviesbureau dat het topmanagement van grote organisaties adviseert over strategische vraagstukken. De van oorsprong Britse firma is actief in Europa, Noord- en Zuid-Amerika, het Midden-Oosten en Azië. Wereldwijd heeft OC&C op dit moment meer dan 500 consultants.

## Geschiedenis
OC&C werd in 1987 opgericht in Londen door Chris Outram en Geoff Cullinan, beiden voorheen partners bij het toenmalige Booz Allen & Hamilton (tegenwoordig Strategy&). Nog hetzelfde jaar sloot het kort daarvoor opgerichte Duitse 'S. & K. und Partner' zich bij OC&C aan. Verdere Europese uitbreiding volgde door de opening van kantoren in Parijs (1989) en Rotterdam (1992). Op 1 september 2016 maakte OC&C Benelux bekend over te stappen naar Parthenon-EY. Anno 2016 heeft OC&C 14 kantoren in 9 landen.

## OC&C Internationaal
OC&C heeft wereldwijd 14 kantoren in 10 landen:
| Land                | Plaats                         |
| ------------------- | ------------------------------ |
| Netherlands         | Rotterdam                      |
| Brazilië            | Belo Horizonte en São Paulo    |
| China               | Hongkong en Shanghai           |
| Duitsland           | Düsseldorf, Hamburg en München |
| Frankrijk           | Parijs                         |
| India               | Mumbai en New Delhi            |
| Polen               | Warschau                       |
| Turkije             | Istanboel                      |
| Verenigd Koninkrijk | Londen                         |
| Verenigde Staten    | New York                       |

In de Vault Consulting 25 Europe, waarin adviesbureaus worden gerangschikt op grond van een combinatie van scores voor 'Best to Work for' en hun prestige, staat OC&C in 2015 op een vijfde plaats.

## OC&C Benelux
OC&C Benelux werd in 1992 opgericht door Pieter Witteveen, daarvoor consultant bij McKinsey en eerder werkzaam bij Internatio-Müller. Het kantoor in Rotterdam telt ongeveer 55 consultants. OC&C is in verscheidene sectoren actief en heeft in Nederland opdrachten in onder andere private equity, FMCG, retail, media en transport & logistiek.
Op 1 september 2016 maakte OC&C Benelux bekend over te stappen naar EY-Parthenon. Als onderdeel van de transactie maakten alle 59 professionals, waaronder zes partners, van het strategie adviesbureau de overstap naar EY-Parthenon. Dit gaat enkel over het kantoor in Rotterdam. Het internationale OC&C Strategy Consultants bleef wel bestaan.

## Publicaties (selectie)

### Jaarlijkse 'Industry Reviews'
- FMCG Global 50 (in samenwerking met The Grocer (Verenigd Koninkrijk) en publicaties uit verschillende andere landen)
- UK Retail Christmas Trading Index (in samenwerking met Retail Week)
- UK Facilities Management Index (in samenwerking met FM World)
- Media Index (in samenwerking met The Guardian)
- European Credit Management and Debt Collection Index (in samenwerking met Credit Today)
- Global Retail Proposition Index
- Price Perception Index
- OC&C Strategic Insights

### Boeken
- Chris Outram, Making Your Strategy Work: How to Go from Paper to People, Pearson Education Ltd, Harlow, 2013.[7]
- Eric Wiebes, Marc Baaij & Pieter Witteveen, De Eerste Drie Maanden van een Nieuwe Toekomst - Werken aan de strategie voor de onderneming, Scriptum, Schiedam, 2007.[8]
- Eric Wiebes, Marc Baaij, Bas Keibek & Pieter Witteveen, The Craft of Strategy Formation: Translating Business Issues into Actionable Strategies, John Wiley & Sons, Chichester, 2007.[9]